# Paul Crouzet
Pour les articles homonymes, voir Crouzet.
Paul Crouzet, né en 1873 à Prades-le-Lez (Hérault) et mort en 1952, est un universitaire et un pédagogue français auteur de nombreux ouvrages.

## Biographie
Paul Crouzet naît en 1873 dans une famille où l'on est viticulteur de père en fils. Il rentre à l’École normale supérieure en 1892, obtient l’agrégation de lettres en 1895 et entame une carrière de professeur de lycée à Toulouse puis Paris, tout en animant une université populaire. Il devient directeur de cabinet du ministre de l’Instruction publique en 1914, tout en prenant la direction de  la Grande revue, traitant d'actualité politique, et de diverses revues pédagogiques (la Revue universitaire, L'école et la vie). De 1920 à 1936, il dirige l’éducation dans les colonies, puis est nommé inspecteur général de l’Instruction publique, il sera conseiller technique pour la réforme de l’enseignement secondaire. Devenu maire de sa ville natale, Prades-le-Lez (Hérault) à la même époque, il est mis à la retraite par Vichy en 1940.  Les dernières années de sa vie furent assombries par la place qu'occupait son fils journaliste, Guy, lors de la deuxième guerre mondiale . Renversé par une automobile, il fut conduit à l’hôpital Lariboisière (10e arrondissement de Paris) où il décéda le 25 septembre 1952.
Parmi ses très nombreuses publications à destination des classes, il a notamment dirigé une collection sur les auteurs classiques, Les Nôtres, avec des titres comme Notre Corneille, Notre Rousseau, Notre Chateaubriand... Il a aussi dirigé différents ouvrages scolaires sur l’histoire littéraire et  publié notamment trois manuels très utilisés, une Grammaire française, une Version latine par la grammaire et la logique et les Grands écrivains de France illustrés. Cet ouvrage fait date et est considéré comme le premier ouvrage d’histoire littéraire scolaire à mettre en lien les œuvres littéraires avec les œuvres picturales contemporaines[réf. nécessaire]. Il sera publié jusqu’en 1952. Paul Crouzet est également connu pour sa Grammaire latine simple et complète. 
Paul Crouzet était l’époux de Jeanne Benaben (1870-1961), elle aussi pédagogue et auteure sous la signature de Jeanne Paul-Crouzet, une des premières agrégées de France. De leur union naquirent Philippe (1899-1929), élève de l’École centrale, et Guy (1901-1956), journaliste, cité plus haut.

## Hommage
L'école de Prades-le-Lez porte son nom.

## Œuvres
Paul Crouzet a publié de nombreux ouvrages traitant de l’éducation :
- Littérature et conférences populaires, éd. Armand Colin, 1897
- Méthode grecque et exercices illustrés (classes de 4e, 3e, 2e, 1re) : lexiques et vocabulaires spéciaux, éd. Edouard Privat, ill. Constantin Font (BNF 31719814), 1927
- Les Ponts romains, éd. Privat, 1929
- Grammaire latine simple et complète : Pour Toutes Les Classes, (réimpression de l’édition de 1906), éd. Kessinger Publishing, 2010
- Grammaire française simple et complète, éd. Privat, 1912
- Maîtres et Parents, Étude et Enquête sur la coopération de l’École et du lycée avec la famille, éd. A. Colin, 1916
- Septième congrès des professeurs de l’enseignement secondaire public : rapport général, éd. A. Colin, 1904
- Et c’est le même ciel bleu : Journal de guerre d’un maire de village, Paris, éd. Didier, 1940.
- L’enseignement est-il responsable de la défaite ?, éd. Privat, 1943
- Bachelières ou jeunes filles ?, éd. Privat, 1949
- L’enseignement dans les colonies françaises depuis la guerre, éd. A. Colin, 1924
- La vraie révolution nationale dans l’instruction publique, éd. Privat, 1941
- Du bon usage des Lettres pour une France meilleure, éd. Privat, 1944